# Rhythmologa numerata
Rhythmologa numerata är en fjärilsart som beskrevs av Edward Meyrick 1926. Rhythmologa numerata ingår i släktet Rhythmologa och familjen vecklare. Inga underarter finns listade i Catalogue of Life.